# Bahnstrecke Strausberg–Strausberg Nord
| Strausberg Nord, 2022 |                       |                           |                           |
| Streckennummer (DB): | 6079                  |                           |                           |
| Kursbuchstrecke (DB): | 200.5                 |                           |                           |
| Streckenlänge: | 9,1 km                |                           |                           |
| Spurweite: | 1435 mm (Normalspur)  |                           |                           |
| Stromsystem: | 750 V =               |                           |                           |
| Streckengeschwindigkeit: | 100 km/h              |                           |                           |
| Zugbeeinflussung: | PZB, ZBS              |                           |                           |
| Zweigleisigkeit: | Strausberg–Hegermühle |                           |                           |
| |                       |                           |                           |
| \| \| 9,1 \| Strausberg Nord \| Strausberg Nord \| \| \| \| Anschlussgleis Bundeswehr \| \| \| \| 6,8 \| Strausberg Stadt \| Strausberg Stadt \| \| \| 3,2 \| Hegermühle (Hp Üst) \| Hegermühle (Hp Üst) \| \| \| \| von Kostrzyn \| \| \| \| \| von Herzfelde \| \| \| \| 0,0 \| Strausberg \| Strausberg \| \| \| \| Strausberger Eisenbahn \| \| \| \| \| nach Berlin \| \| |                       |                           |                           |
| S-Kopfbahnhof Streckenanfang | 9,1                   | Strausberg Nord           | Strausberg Nord           |
| Abzweig geradeaus und ehemals von links |                       | Anschlussgleis Bundeswehr | Anschlussgleis Bundeswehr |
| S-Bahn-Halt | 6,8                   | Strausberg Stadt          | Strausberg Stadt          |
| S-Bahn-Halt | 3,2                   | Hegermühle (Hp Üst)       | Hegermühle (Hp Üst)       |
| Abzweig geradeaus und von links |                       | von Kostrzyn              | von Kostrzyn              |
| Abzweig geradeaus und ehemals von links |                       | von Herzfelde             | von Herzfelde             |
| Bahnhof mit S-Bahn-Halt | 0,0                   | Strausberg                | Strausberg                |
| Abzweig geradeaus und ehemals von rechts |                       | Strausberger Eisenbahn    | Strausberger Eisenbahn    |
| Strecke |                       | nach Berlin               | nach Berlin               |

Die Bahnstrecke Strausberg–Strausberg Nord ist eine eingleisige, mit seitlicher Stromschiene elektrifizierte Hauptbahn in Brandenburg. Sie zweigt im Bahnhof Strausberg von der Hauptbahn Berlin–Kostrzyn ab und führt nach Strausberg. Nach der Einstellung des Güterverkehrs in den 1990er Jahren dient sie heute nur noch dem Berliner S-Bahn-Verkehr.

## Geschichte

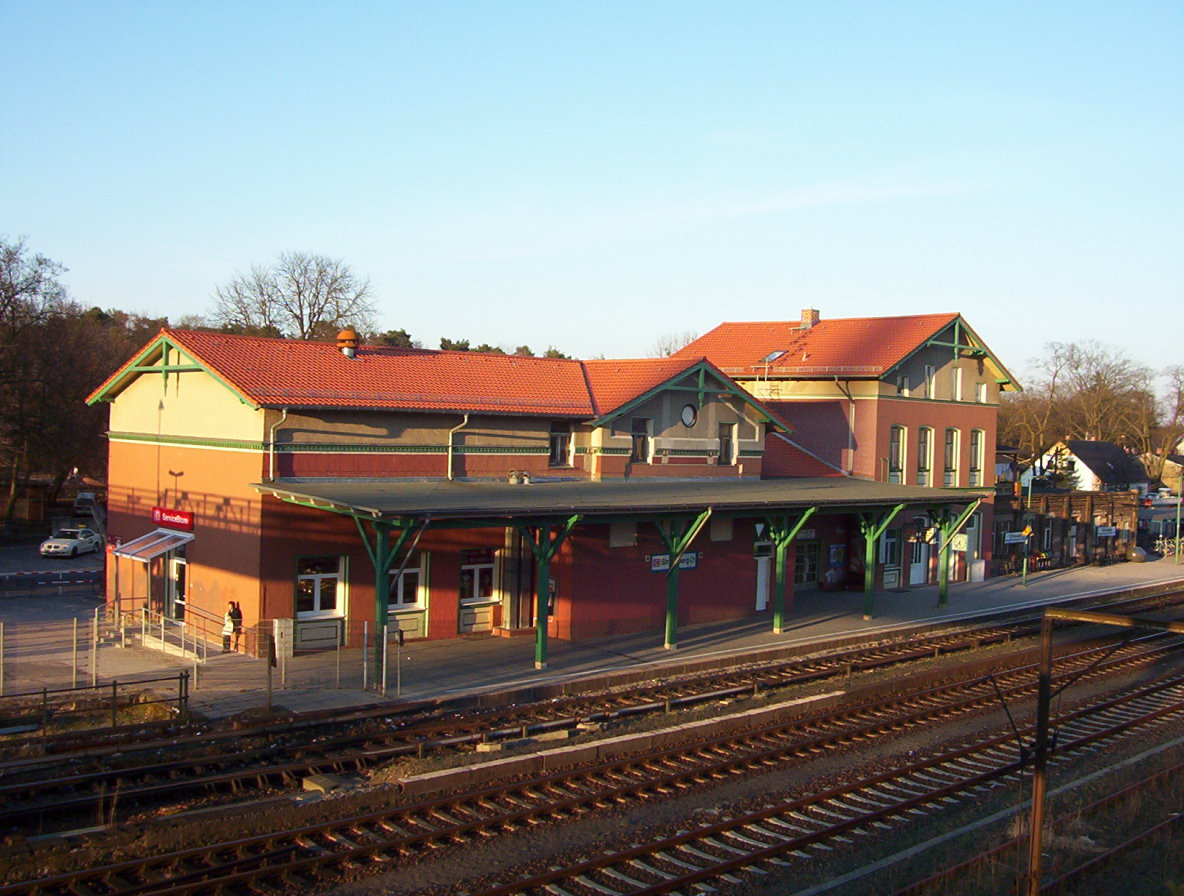
Hausbahnsteig des Bahnhofs Strausberg, links schließt sich der S-Bahnsteig an, 2008

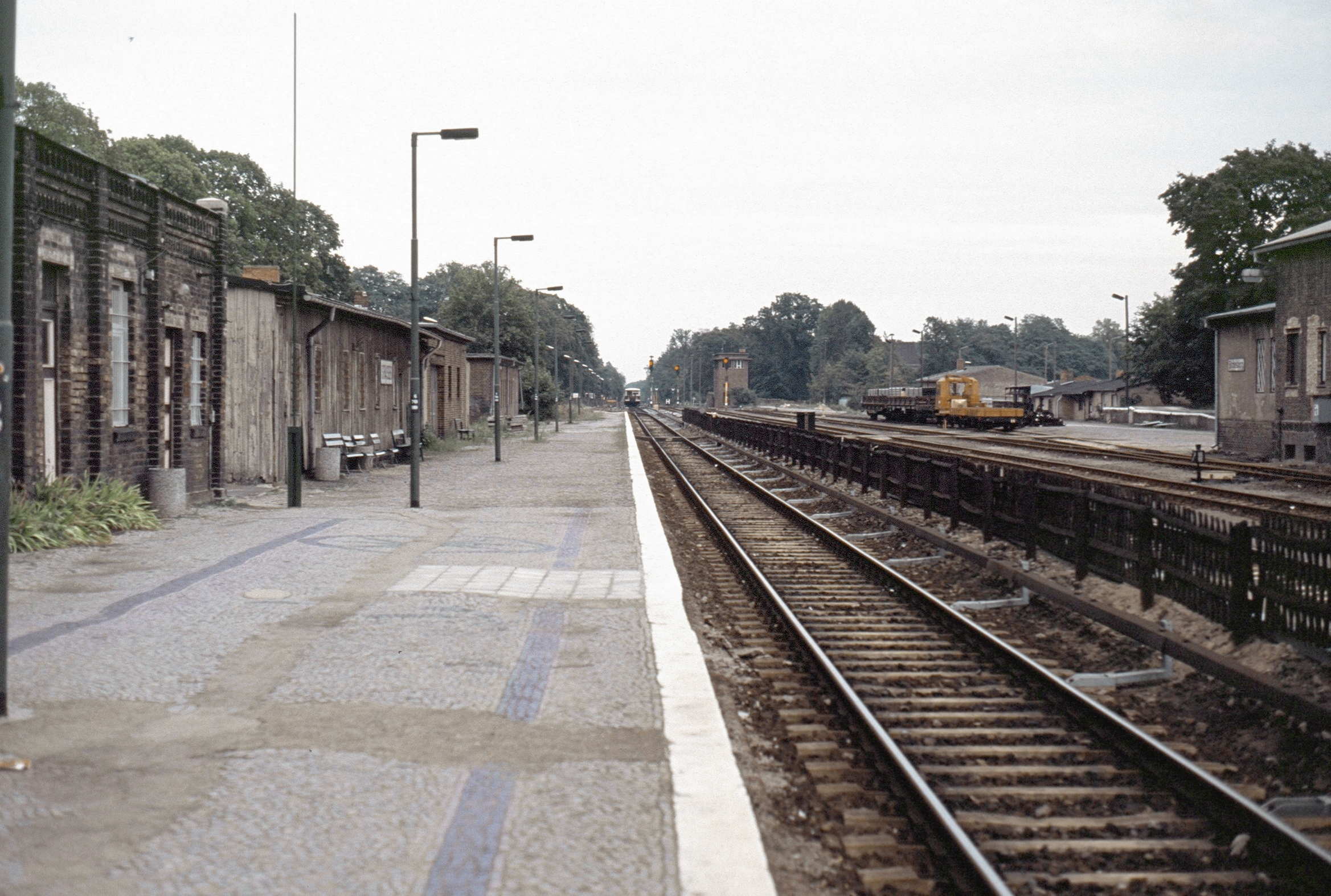
Hausbahnsteig des Bahnhofs Strausberg mit einfahrender S-Bahn aus Strausberg Nord, 1992

Die Kasernierte Volkspolizei, aus der ab 1956 die Nationale Volksarmee hervorging, hatte im Juni 1954 ihren Sitz von Berlin-Adlershof nach Strausberg verlegt, da Berlin auf Grund des Viermächtestatus zur entmilitarisierten Zone erklärt worden war. Da sich der Sitz im Norden der Stadt befand, der nächste Bahnhof aber weit entfernt lag, wurde der Bau einer Stichstrecke notwendig. Auch die Strausberger Eisenbahn konnte die Verkehrsanbindung nicht herstellen, da ihre Strecke nicht bis zu den Kasernen reichte und die Fahrzeit nach einer Verlängerung um die erforderlichen 4 km zu lang geworden wäre. Nach kurzer Bauzeit konnte die S-Bahn-Strecke am 1. Januar 1955 für den Verkehr freigegeben werden. Die Bahn fädelte hinter dem Hausbahnsteig des Strausberger Bahnhofs aus der Ostbahn aus und führte in leicht geschwungener Form gen Norden. Neben dem Endbahnhof Strausberg Nord entstand ein Haltepunkt Strausberg Stadt etwa sieben Kilometer hinter dem Streckenanfang sowie ein Gleisanschluss zur Kaserne des Wachregiments Hugo Eberlein am Endbahnhof. Zum Einsatz kamen zunächst Dieseltriebwagen, die ab dem 3. Juni 1956 durch elektrische S-Bahnzüge ersetzt wurden. Die komplizierte Gleisführung am Strausberger Bahnhof und die ungünstige Lage des Hausbahnsteigs verhinderten jedoch zunächst einen durchgehenden Betrieb, so dass die Züge zwischen Strausberg und Strausberg Nord im zunächst unregelmäßigen Pendelverkehr fuhren.
Erst nachdem eine durchgehende Gleisverbindung hergestellt worden war, konnte am 26. Mai 1968 der durchgehende Betrieb aufgenommen werden. Da in Strausberg nur ein durchgehendes Gleis zur Verfügung stand und sich die nächste Ausweichstelle in Strausberg Nord befand, konnte jedoch nur ein 40-Minuten-Takt gefahren werden.

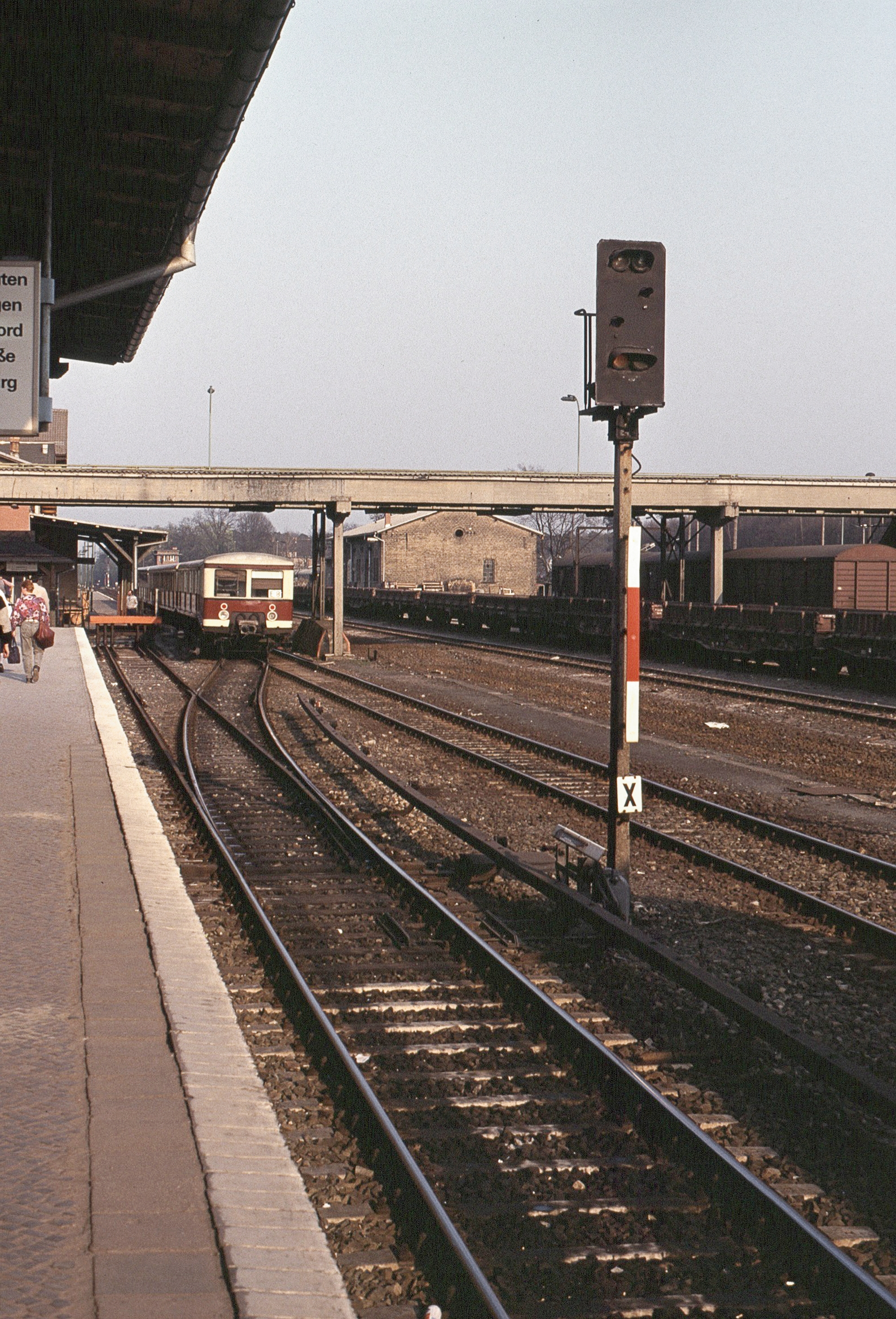
Bahnhof Strausberg: Zug nach Strausberg Nord hat soeben die Weichenverbindung vom S-Bahnhof zum Fernbahngleis passiert, 1991

Sowohl zur besseren Erschließung des Gebiets zwischen Vorstadt und Zentrum – vor allem auch des in dieser Zeit entstandenen Neubaugebietes „Hegermühle“ – als auch für den Ausflugsverkehr zum nahe gelegenen Herrensee wurde zum 5. Oktober 1984 ein Haltepunkt Hegermühle angelegt, etwa auf halber Strecke zwischen Strausberg und Strausberg Stadt.
Nach der Wende gab es vereinzelte Stimmen, die die Stilllegung der Strecke und den gleichzeitigen Ausbau der parallel verlaufenden Strausberger Eisenbahn forderten. Untersuchungen ergaben jedoch, dass die Fahrgastzahlen von 10.500 nur auf 11.700 ansteigen würden, anstatt der anvisierten 14.200. Als weiteres Mittel zur Fahrgaststeigerung wurden während der Fahrplanperiode 1998/99 einzelne Züge der Regionalbahnlinie RB26 zur Hauptverkehrszeit zwischen Berlin-Lichtenberg und Strausberg Nord eingesetzt. Da jedoch nur knapp 200 Fahrgäste am Tag diese Verbindung nutzten, wurde das Angebot 1999 wieder zurückgenommen.
Am 20. Juli 2009 kam es zur vorübergehenden Einstellung des S-Bahn-Betriebs auf der gesamten Strecke Strausberg–Strausberg Nord, da bei drei Vierteln der S-Bahn-Züge Radüberprüfungen stattfanden. Die Stationen Hegermühle, Strausberg Stadt und Strausberg Nord konnten wegen Fahrzeugmangels nicht bedient werden. Am 31. August 2009 wurde der Betrieb auf der Strecke wieder aufgenommen, am 8. September 2009 kam es wegen technischer Mängel an den Bremsen erneut zu Zugausfällen. Da ohnehin zu wenig Züge einsatzbereit waren, wurde auch diesmal der komplette Betrieb eingestellt. Ab dem 16. November 2009 wurde die Strecke wieder von der S-Bahn befahren.
Um das Jahr 2000 konnten die Fahrzeiten der S-Bahnen von Berlin Alexanderplatz nach Strausberg durch Modernisierung des Fuhrparks um knapp fünf Minuten verkürzt werden. Die Fahrgastzahlen auch auf der Strecke nach Strausberg Nord stiegen an, zwischen 1998 und 2002 allein um 24 Prozent. Dies ließ wiederum Forderungen laut werden, den Takt auf der Strecke auf 20 Minuten zu verdichten, was aber den Bau eines zweiten Gleises im Bereich des Haltepunkts Hegermühle notwendig macht. Obwohl das Land Brandenburg den 20-Minuten-Takt bereits vor mehreren Jahren bestellte, nahm die Deutsche Bahn die Planungen zum Streckenausbau erst auf, nachdem das Land Mitte 2012 die Planungskosten in Höhe von 450.000 Euro übernahm. Die Planungen sollten bis 2014 ausgeführt werden. Vorgesehen war, einen rund 2,2 Kilometer langen Streckenabschnitt zwischen Strausberg und Hegermühle zweigleisig auszubauen. Hierfür wurden rund sieben Millionen Euro veranschlagt.
Die eigentlichen Bauarbeiten zur Errichtung des 2,2 Kilometer langen Begegnungsabschnitts erfolgten im Zuge einer achtwöchigen Vollsperrung bis Ende September 2015. Bis zur Inbetriebnahme war noch die Brücke über die Garzauer Straße zu erweitern und südlich davon eine 187 Meter lange Schallschutzwand zu errichten. Die Inbetriebnahme des Begegnungsabschnitts und die Aufnahme des 20-Minuten-Takts bis Strausberg Nord erfolgten zum Fahrplanwechsel am 13. Dezember 2015.
Während die Bahnhöfe Strausberg und Strausberg Nord zunächst weiterhin mit DR-Sicherungstechnik und Hl-Signalen ausgerüstet waren bzw. sind, wird die neue Überleitstelle am Haltepunkt Hegermühle von einem ESTW-Bedienplatz im Stellwerk Strausberg gesteuert, das südliche Ende des zweigleisigen Streckenabschnitts gehörte hierbei sicherungstechnisch zum Bahnhof Strausberg. Als Gemeinschaftsstrecke von S-Bahn und Fernbahn (Güterverkehr) ist die Strecke sowohl mit mechanischen Fahrsperren als auch mit Punktförmiger Zugbeeinflussung ausgestattet, die Überleitstelle Hegermühle zusätzlich mit ZBS-Balisen. Am 19. November 2018 ging das neue ESTW-A Strausberg in Betrieb, der Stellbereich reicht von Strausberg bis Hegermühle. Im Begegnungsabschnitt bis Hegermühle ist nun Gleiswechselbetrieb möglich.
Ein Umbau des Bahnhofs Strausberg mit der Errichtung von separaten Bahnsteigen für S-Bahn und Regionalverkehr erfolgte 2017.

## Verkehr
Die Linie S5 der S-Bahn Berlin befährt die Strecke und bedient alle Stationen.
| Linie | Verlauf | Takt   |
| ----- | --- | ------ |
|       | Westkreuz – Charlottenburg – Savignyplatz – Zoologischer Garten – Tiergarten – Bellevue – Hauptbahnhof – Friedrichstraße – Hackescher Markt – Alexanderplatz – Jannowitzbrücke – Ostbahnhof – Warschauer Straße – Ostkreuz – Nöldnerplatz – Lichtenberg – Friedrichsfelde Ost – Biesdorf – Wuhletal – Kaulsdorf – Mahlsdorf – Birkenstein – Hoppegarten – Neuenhagen – Fredersdorf – Petershagen Nord – Strausberg – Hegermühle – Strausberg Stadt – Strausberg Nord | 20 min |

## Stationen

### Strausberg
Im Bahnhof Strausberg zweigt die Strecke von der Ostbahn ab.

### Hegermühle

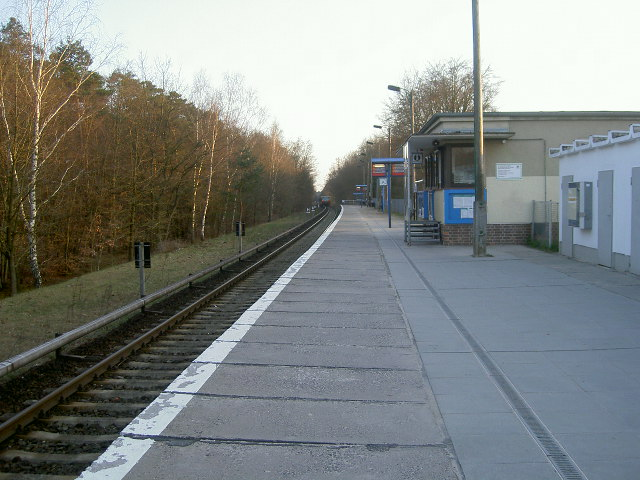
Hegermühle, 2005

Der Haltepunkt Hegermühle wurde am 5. Oktober 1984 eröffnet, um neu entstandene Siedlungen im Süden der Stadt Strausberg besser bedienen zu können. Der Name des Haltepunkts leitet sich von einer der im 13. und 14. Jahrhundert um Strausberg entstandenen Wind- und Wassermühlen ab, wie auch die gleichnamige Station und die Haltestelle Schlagmühle der Strausberger Eisenbahn.
Die Züge auf der Strecke sollten ursprünglich per Videoüberwachung vom Haltepunkt Strausberg Stadt abgefertigt werden, was aber wegen technischer Mängel nicht möglich war. Zwischen Strausberg Nord und Strausberg fuhr daher in jedem Zug eine mobile Aufsicht mit. In den Jahren 1989 bis 1991 wurde auf dem Bahnhof Hegermühle ein Dienstgebäude für Zugsicherungsanlagen errichtet, auch um Vandalismus vorzubeugen. Seitdem gab es auf der Strecke auch keine mobilen Aufsichten mehr.
Seit Mitte 2015 erfolgt die Zugabfertigung durch den Triebfahrzeugführer mittels Führerraum-Monitor (ZAT-FM).

### Strausberg Stadt

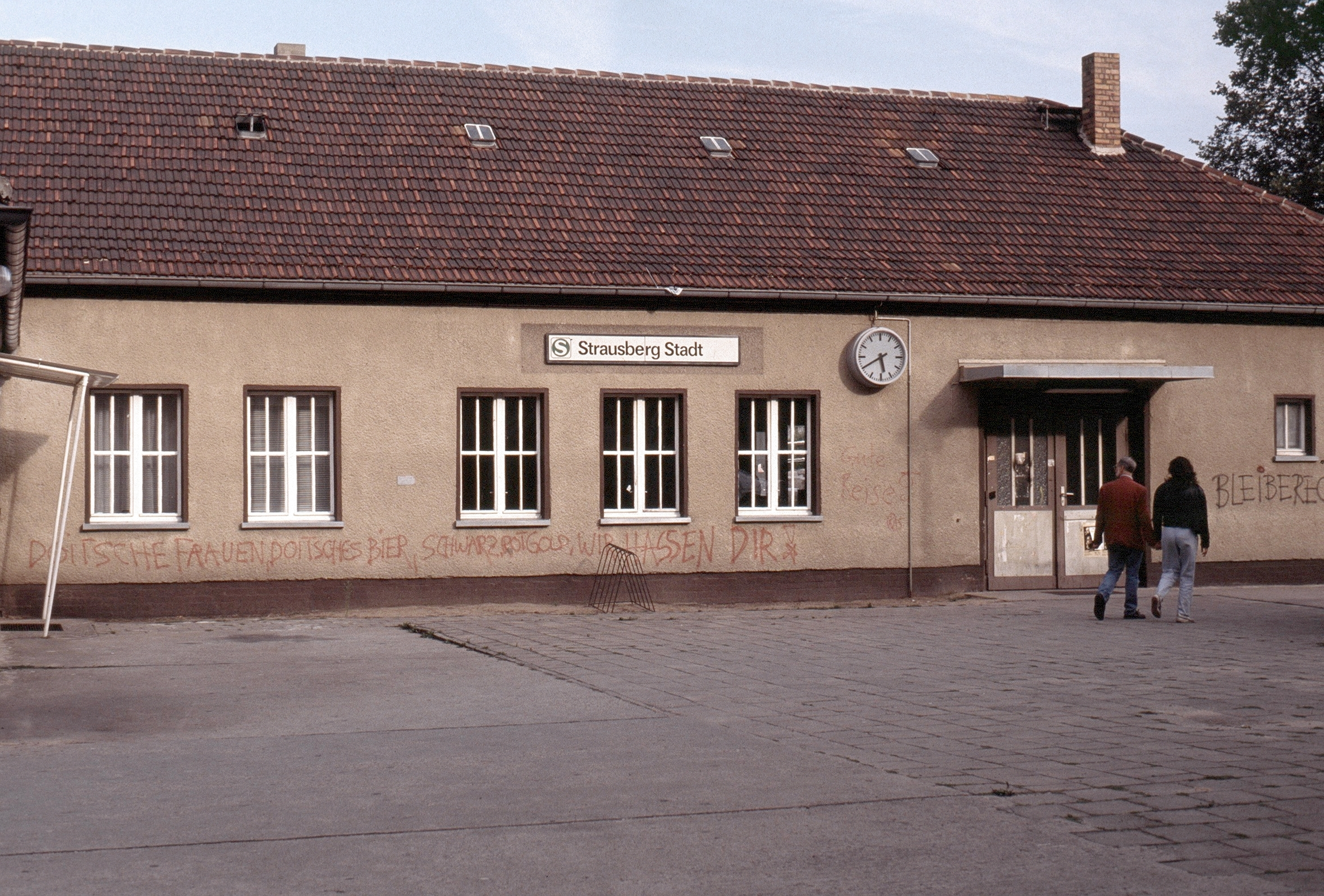
Stationsgebäude des Haltepunkts Strausberg Stadt, 1992

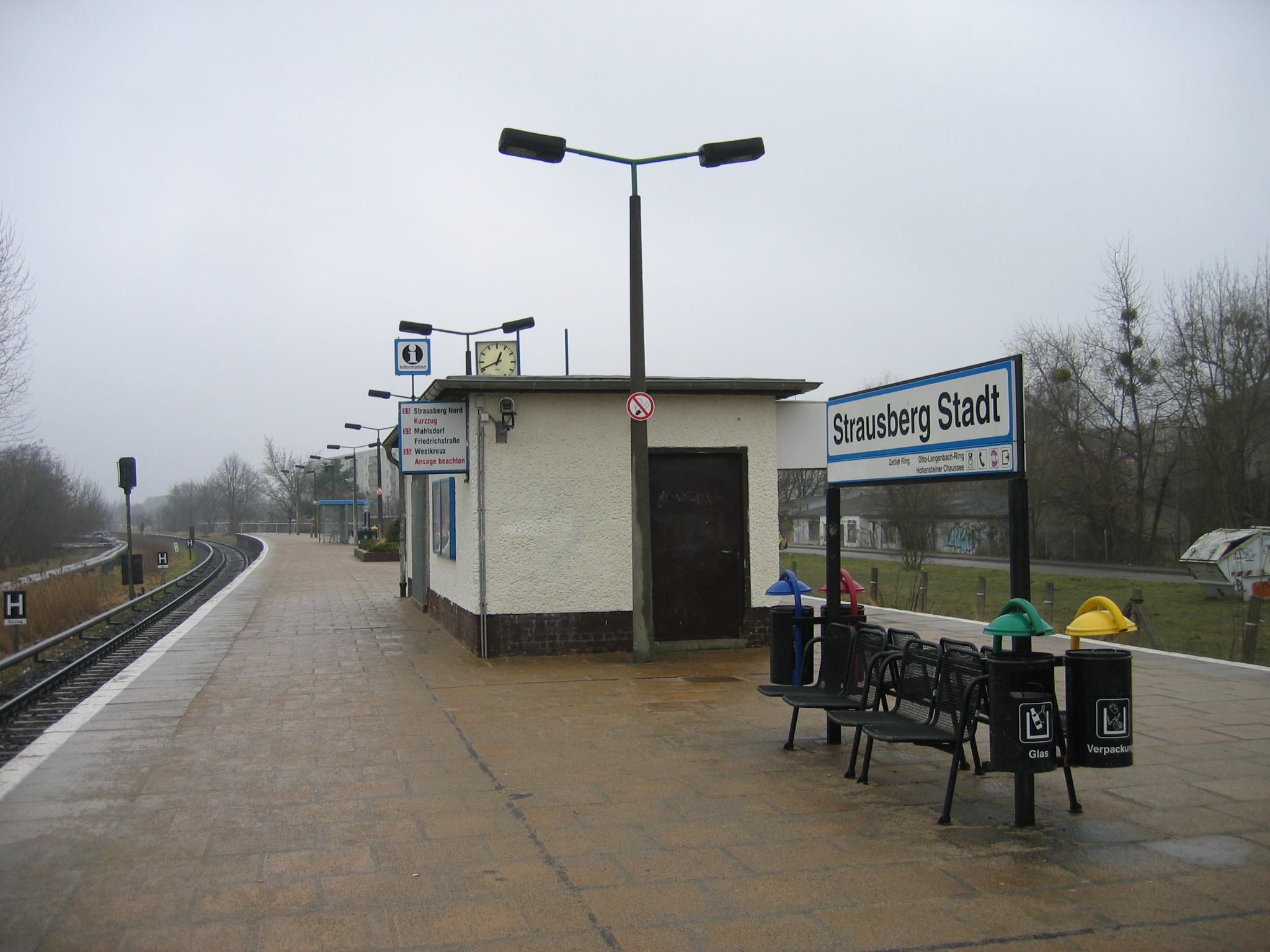
Strausberg Stadt, 2008

Der Haltepunkt Strausberg Stadt besteht seit der Streckeneröffnung. Die Station besitzt ein Gleis an einem nicht überdachten Seitenbahnsteig, der ebenerdig barrierefrei erreichbar ist. Ursprünglich war statt des Seitenbahnsteigs ein Mittelbahnsteig zwischen zwei Gleisen vorgesehen. Dies wurde aber so nicht umgesetzt, da die geplante zweigleisige Strecke nicht realisiert wurde.
Als Empfangsgebäude dient ein kleiner Flachbau. Die Stadt beabsichtigt, das Bahnhofsgebäude für rund 25.000 Euro zu erwerben, um anschließend das Areal sowie die Anbindung zur historischen Altstadt umzugestalten.
Seit Mitte 2015 erfolgt die Zugabfertigung durch den Triebfahrzeugführer mittels Führerraum-Monitor (ZAT-FM).
Anfang 2019 erhielt der Bahnhof einen zusätzlichen Zugang am südlichen Bahnsteigende. Finanziert wurde dieser im Rahmen der Umgestaltung des Bahnhofsumfelds mit Mitteln aus der Städtebauförderung.
Anfang 2020 konnte die Umgestaltung des Vorplatzes weitgehend abgeschlossen werden. Eine neue Buswendeschleife ermöglicht es, die Buslinien direkt am Bahnhofsgebäude halten zu lassen und das Umsteigen zur S-Bahn somit zu erleichtern. Der Übergang wurde mit einem Blindenleitsystem ausgerüstet.

### Strausberg Nord
Der Bahnhof Strausberg Nord ist der Endpunkt der Strecke.